# Aspermie
Van aspermie spreekt men als een man niet in staat is om sperma uit te stoten. Er is geen ejaculaat; de zaadlozing blijft uit.
Aspermie dient niet verward te worden met azoöspermie. Bij azoöspermie is er weliswaar ejaculaat, echter het bevat geen zaadcellen.
Iemand die lijdt aan aspermie is vanzelfsprekend onvruchtbaar.
Een van de mogelijke oorzaken van het ontbreken van een zaadlozing is een zogeheten retrograde ejaculatie, een zeldzame aandoening waarbij het sperma in de urineleider niet naar buiten afgevoerd wordt, maar de andere kant op, in de richting van de urineblaas.
Een andere oorzaak van aspermie is anorgasmie, waarbij er een onvermogen is tot het bereiken van een orgasme. Daarnaast speelt anejaculatie een rol bij aspermie, dit kan ten gevolge van een dwarslaesie zijn of voorgaande operaties in bekken.